# ويليام يوجين ستانلي
ويليام يوجين ستانلي (بالإنجليزية: William Eugene Stanley, Sr.)‏ هو محامي وسياسي أمريكي، ولد في 28 ديسمبر 1844 في مقاطعة نوكس في الولايات المتحدة، وتوفي في 13 أكتوبر 1910 في ويتشيتا في الولايات المتحدة. حزبياً، نشط في الحزب الجمهوري. وقد انتخب حاكم كانساس ‏ (9 يناير 1899 – 12 يناير 1903).